# Blouson noir (sous-culture)
Pour les articles homonymes, voir Blouson noir.
 (avril 2010).
Si vous disposez d'ouvrages ou d'articles de référence ou si vous connaissez des sites web de qualité traitant du thème abordé ici, merci de compléter l'article en donnant les références utiles à sa vérifiabilité et en les liant à la section « Notes et références ».

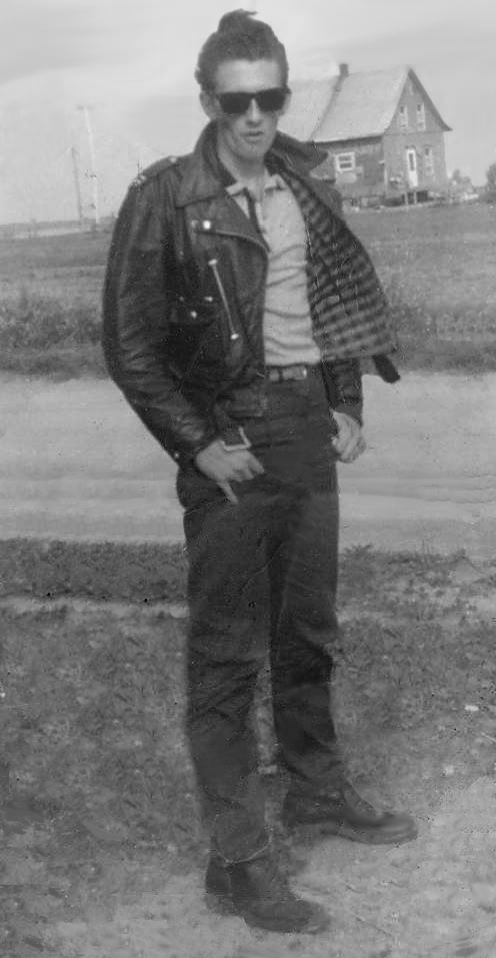
Un blouson noir québécois (Canada, vers 1960).

Le terme blouson noir fait référence à une sous-culture juvénile apparue en France dans les années 1950. Elle a connu son apogée entre 1958 et 1961 avant de s'effacer progressivement dans la seconde moitié de la décennie 1960.
Issue de l'influence américaine, associée à un code vestimentaire particulier et à la culture de la musique rock 'n' roll, cette tendance a été la matrice du mouvement yéyé et de beaucoup de modes adolescentes ultérieures. Des sous-cultures similaires ont fleuri au même moment dans d'autres pays d'Europe.

## Genèse
La culture « blouson noir » s'est cristallisée autour de produits culturels américains qui ont été autant de chocs culturels :
- le film L'Équipée sauvage (The Wild One), sorti en 1953 aux États-Unis, mais popularisé courant 1955 en Europe, où le personnage interprété par Marlon Brando révèle d'un coup une façon d'être qui fait époque : cuir noir, moto, machisme, volonté de choquer, esprit de gang, violence à la limite de la criminalité ;
- un autre film, La Fureur de vivre (Rebel Without a Cause), arrive en 1956 en France, et fait de James Dean, qui vient de perdre la vie accidentellement, une icône. Il introduit l'idée importante que le comportement des (futurs) blousons noirs n'est pas seulement un choix délibéré mais procède d'une fatalité générationnelle et de l'incompréhension des adultes ;
- l'arrivée au même moment du rock 'n' roll, représenté principalement par Bill Haley et Elvis Presley puis Gene Vincent, Eddie Cochran, Jerry Lee Lewis, ajoute le son à l'image. Mais c'est une chanteuse française, Édith Piaf, non associée au rock 'n' roll, qui apporte en 1956 la visibilité médiatique au phénomène en formation avec la chanson L'Homme à la moto, indirectement inspirée par L'Équipée sauvage.

## Une psychose et une mode
C'est durant l'été 1959 que l'appellation « blousons noirs » apparaît pour la première fois dans la presse, avec un article de France-Soir du 27 juillet 1959 relatant un affrontement entre bandes survenu au square Saint-Lambert, dans le 15e arrondissement de Paris. Cette désignation s'impose soudain comme synonyme de jeunes voyous. Les journaux se mettent alors à surenchérir en évoquant des bandes caractérisées par leur taille importante (il est question de groupes comptant jusqu'à une centaine de jeunes) et par leur violence. Les méfaits de ces jeunes inondent les ondes, donnent lieu à de nombreuses publications, étudeset même romans.
Les blousons noirs sont décrits comme des asociaux qui se battent à coups de chaînes de vélo ou de moto, de coups de poing américains voire de couteaux à cran d'arrêt, qui cherchent la bagarre pour défendre leurs territoires urbains, particulièrement autour des portes de Paris et en banlieue, ou en faisant des descentes dans des bals ou des fêtes.
Peu après, les journalistes forgent le terme « blousons dorés » pour désigner les jeunes fils de la bourgeoisie impliqués dans des faits divers, par opposition aux blousons noirs qui étaient plutôt issus de milieux populaires.
Cette campagne de presse, qui tourne à la psychose collective et à la panique morale, a pour principal effet de mettre en vogue le genre blouson noir.
Autour de 1960, dans tout le pays et dans tous les milieux sociaux, les jeunes gens à la mode s'habillent d'un blouson de cuir (mais le véritable Perfecto est encore rarissime), d'un jean délavé et d'un ceinturon de cuir clouté par eux-mêmes, de grosses chemises à carreaux. Ils se coiffent en arrière avec sur le front une large mèche roulée asymétrique maintenue à la brillantine, la « banane ». À défaut d'une véritable moto, luxe accessible seulement aux plus fortunés, ils roulent sur des cyclomoteurs qui en ont à peu près l'aspect, de préférence Paloma Flash ou une Flandria, une mobylette Motobécane à la rigueur. La petite délinquance est répandue dans ce milieu, sans être généralisée. Mais afin de choquer, les blousons noirs (qui se nomment eux-mêmes « loulous ») affectent de jouer les durs et de parler des argots empruntés au monde des truands.
Ce milieu fournit la base sociale qui sera le marché initial du rock français. Il trouve ses héros en Johnny Hallyday, Eddy Mitchell et spécialement Vince Taylor, avant que la vague yéyé ne relègue au second plan les blousons noirs à partir de 1962.
« Combinant les angoisses provoquées par l'augmentation des statistiques de la délinquance juvénile, les fantasmes suscités par les bandes de jeunes et les craintes générées par l'émergence d'une émancipation de la population adolescente, le phénomène blouson noir traduit les inquiétudes de la société vis-à-vis de sa jeunesse. Il sert aussi de réceptacle aux peurs de Français confrontés à la modernisation économique, à l'américanisation de la société et à la transformation de la structure urbaine du pays, chamboulée par la construction des grands ensembles ».

## Dans les autres pays
Cette sous-culture a eu des équivalents dans d'autres pays :
- à la fin des années 1950, début des années 1960, en Grande-Bretagne, il y a le phénomène des rockers, aussi assimilé au terme de greaser (devenu familier pour les Anglais dans les années 1970, quand deviennent populaires les Hells Angels californiens et la culture hippie)
- en Irlande, les nadsack
- en Allemagne, Pologne, République tchèque et Suisse, les Halbstarken
- aux Pays-Bas et Belgique, les nozem
- en Suède et Norvège, les raggare
- en Australie et en Nouvelle-Zélande, les bodgies
- en Afrique du Sud et Madagascar, les ducktails.

Ces diverses sous-cultures relèvent de phénomènes sociaux analogues, mais ne peuvent cependant être confondues, dans la mesure où elles ont été façonnées en fonction de contextes nationaux bien distincts. Si les Halbstarken germaniques coïncident précisément avec les blousons noirs de France, il en va autrement des rockers de Grande-Bretagne. Car dans ce pays, la niche sociologique (en termes de provocation et de délinquance) des blousons noirs a été d'abord occupée, jusqu'au début des années 1960, par un phénomène spécifiquement britannique, les teddy boys. Les rockers se définissent par le culte de la moto, mais en principe réprouvent les conduites délinquantes.
De même, les raggare, caractérisés par leur amour des grosses voitures américaines, reste un phénomène essentiellement suédois (et finlandais) et demeure remarquablement stable dans le temps.

## Les suites dans la culture populaire

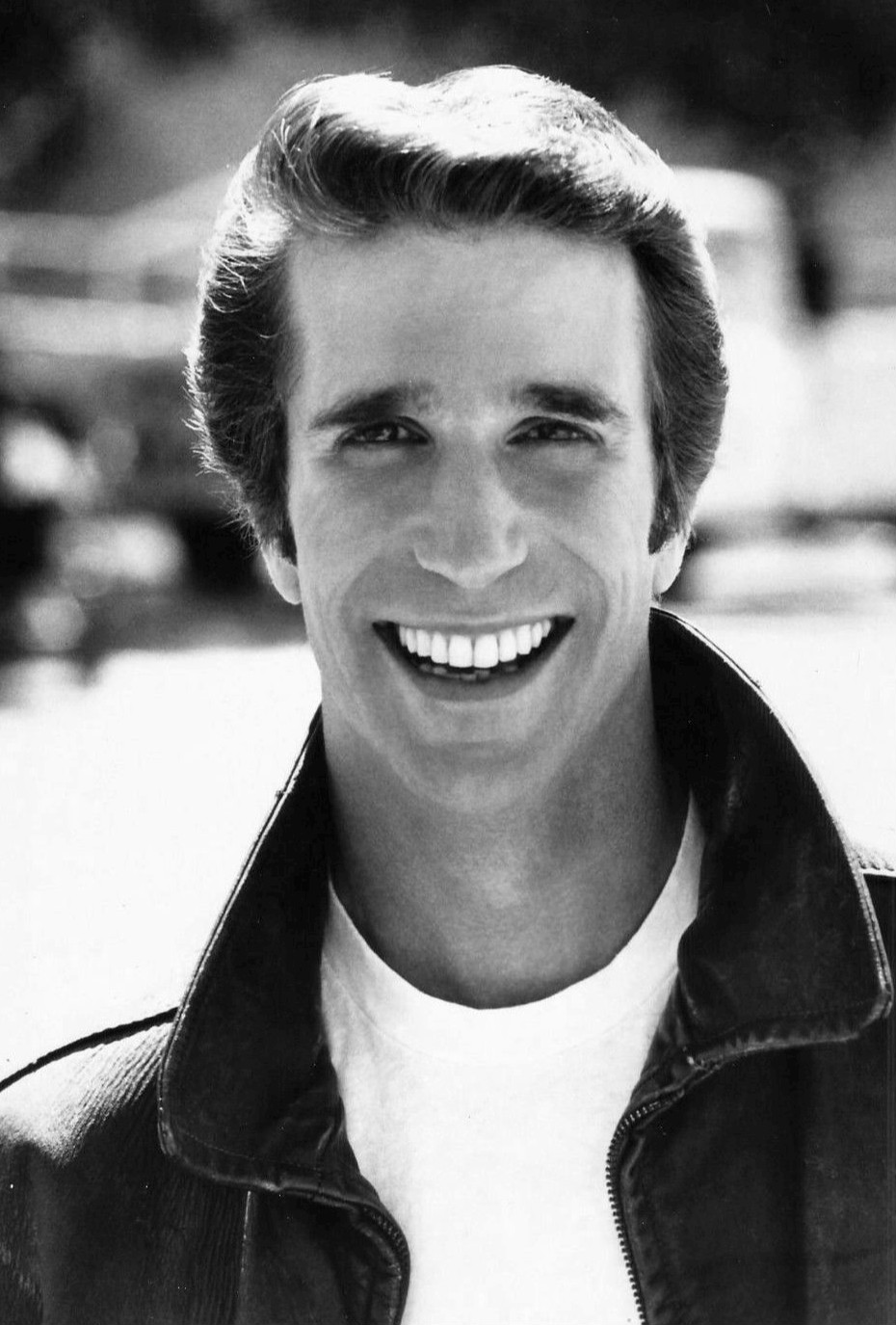
Le personnage de Fonzie un blouson-noir, interprété par l'acteur Henry Winkler en 1977.

À partir de 1963, la culture blouson noir se démode. Durant l'été, en Grande-Bretagne, les bagarres entre mods et rockers marquent la victoire psychologique des premiers, tandis que les rockers apparaissent comme des provinciaux frustes et attardés, une génération vieillissante dont les références américaines marquent le pas face à la vitalité d'une scène rock britannique débordant de créativité.
En France, le tournant s'est déjà amorcé, notamment avec les incidents et dégradations liés au Premier festival international de rock au Palais des sports de Paris, en février 1961. L'histoire se répète le 18 novembre, lorsque cette fois encore, des bandes venues de banlieue dévastent le même lieu, chauffé à blanc à l'occasion du troisième et ultime Festival de rock'n'roll (qui verra Vince Taylor empêché de chanter devant l'étendue des dégâts). En quelques minutes, la salle vire au champ de ruines. 
Le 22 juin 1963, lors de la « folle nuit de la Nation » : un concert gratuit organisé par Salut les Copains à Paris sur la Place de la Nation attire une immense foule, des incidents graves ont lieu : des blousons noirs cassent sur leur chemin vitrines et voitures avant de s'en prendre aux spectateurs. La presse leur attribue le viol d'une jeune fille. Le lendemain, Pierre Charpy titre dans Paris-Presse « Salut les voyous ». Dans L'Aurore, Philippe Bouvard ose cet épouvantable parallèle : « Quelle différence entre le twist de Vincennes et les discours d'Hitler au Reichstag, si ce n'est un certain parti pris de musicalité ? » La scène yéyé prend définitivement ses distances avec ces derniers.
De plus, les mouvements de mode qui apparaissent dans la suite des années 1960, que ce soient les beatniks, les hippies, les jeunes universitaires gauchistes, ont en commun de mépriser les « loubards », comme on les appelle alors, taxés d'inculture, de violence, de machisme, et dont le code d'honneur très viril apparaît comme une forme de fascisme[réf. nécessaire].
La seconde moitié des années 1970 voit par contre une sorte de réhabilitation des blousons noirs d'antan. Le signal est donné en 1974 aux États-Unis par la série Happy Days qui introduit le personnage de Fonzie, archétype du gentil blouson noir pas toujours scrupuleux avec la légalité mais dévoué et loyal envers ses amis, fussent-ils des étudiants de la bonne société. Parallèlement, la mode rétro remet en vogue le rockabilly des années 1950 (notamment avec le succès des Stray Cats et du film Grease) et les codes vestimentaires qui y étaient liés. Également en réaction contre la sophistication excessive de la musique pop de ces années-là apparaît le punk rock, dont un des premiers groupes-phares, les Ramones, remet ostensiblement en évidence les blousons Perfecto.
En France, le chanteur Renaud forge une image composite de loubard alliant culture blouson noir d'autrefois et révolte sociale, tandis que Frank Margerin introduit en 1979 un personnage de bandes dessinées promis à une brillante carrière, Lucien, le blouson noir de banlieue indifférent au flux et au reflux des modes, et dont la fidélité à son style est prétexte à maintes désopilantes aventures.

## Filmographie associée
- L'Équipée sauvage, un film de László Benedek (1953)
- Graine de violence, un film de Richard Brooks (1955)
- La Fureur de vivre, un film de Nicholas Ray (1955)
- Les Demi-sel, un film de Georg Tressler (1956)
- Terrain vague, un film de Marcel Carné (1960)
- Les Blousons noirs de la chanson, un film musical de Domenico Paolella (1960)
- Les Cœurs verts, un film d'Édouard Luntz (1966)
- Les Mains dans les poches, un film de Martin Davidson et Stephen Verona (1974)
- Grease, un film musical de Randal Kleiser (1978)
- Les Seigneurs, un film de Philip Kaufman (1979)
- Grease 2, un film musical de Patricia Birch (1982)
- Outsiders, un film de Francis Ford Coppola (1983)
- Cry-Baby, un film musical de John Waters (1990)
- Éduquer ou punir, documentaire de 52 min réalisé par Nicolas Lévy-Beff[11]
- Les Blousons Noirs, documentaire réalisé par Christophe Weber et diffusé sur France 3[12] (2015)